# Brianola pori
Brianola pori är en kräftdjursart som beskrevs av Hamond 1972. Brianola pori ingår i släktet Brianola och familjen Canuellidae. Inga underarter finns listade i Catalogue of Life.